# Monterrubio de Armuña
Monterrubio de Armuña è un comune spagnolo di 630 abitanti situato nella comunità autonoma di Castiglia e León.